# Albrecht Meydenbauer
Albrecht Meydenbauer, född 30 april 1834 i Tholey, död 15 november 1921 i Bad Godesberg, var en tysk byggnadsingenjör och arkitekt.
Han var den förste som använde fotografin för uppmätning av byggnader, särskilt äldre, och hans första arbete offentliggjordes 1867. Han grundade 1885 i Berlin Preussens mycket ansedda anstalt för fotogrammetrisk uppmätning av byggnader och var dess föreståndare intill 1909.